# Aldo Bernucci
Aldo Dino José Bernucci Díaz (Nacimiento, Chile, 9 de junio de 1943) es un abogado y político chileno, militante del Partido Radical.
Fue alcalde de Chillán entre 1994 y 2008 y Agregado Científico en la embajada de Chile en Uruguay entre 2009 y 2010. Es electo constituyente por la Región de Ñuble -Circunscripción 16-, para el proceso constitucional del 2023.

## Biografía
Realizó sus estudios básicos en Nacimiento y la enseñanza media en Valdivia. Estudió Leyes en la Universidad de Concepción, donde se tituló como abogado.
Casado con Irma Piedra, con quien tuvo cuatro hijos. 

## Vida política
Fue director del Departamento Jurídico de la Corporación de la Reforma Agraria (CORA), en la Provincia de Ñuble entre los años 1971 y 1973. 
Además ejerció como presidente del Colegio de Abogados de Chillán entre 1985 y 1987, ahí se destacó por defender jurídicamente a prisioneros políticos de izquierda.
Durante la dictadura de Augusto Pinochet, se transformó en activo dirigente del Partido Radical, fue miembro fundador de la Comisión de Derechos Humanos en la antigua Provincia de Ñuble, abogado de la Vicaría de la Solidaridad y fundador de la Asamblea de la Civilidad. 

### Alcalde de Chillán
En las elecciones municipales de 1992 fue el candidato más votado, pero el sistema electoral aplicado en ese entonces, basado principalmente en la suma de votos dentro de listas, favoreció al demócrata cristiano Mario Arzola Medina, quién fue elegido alcalde, mientras Bernucci logró ser Concejal.
En enero de 1994, Mario Arzola fallece en un trágico accidente automovilístico y Bernucci debe asumir el cargo de alcalde de la comuna.  
En las elecciones municipales de 1996 es electo alcalde con 37.357 votos (54,57%), derrotando a otros 18 candidatos.
El 2000 baja dramáticamente su votación a 34,77% pero logra imponerse otra vez como alcalde la comuna.
En las elecciones Municipales de 2004 se presenta a un tercer período edilicio como candidato único de la Concertación de Partidos por la Democracia obteniendo un 50,39% de las preferencias electorales, derrotando al exdiputado y alcalde Pedro Guzmán (UDI) y a Gastón Ponce De León quién representaba a la izquierda extra-parlamentaria.
A mediados de 2008, la Concertación decidió realizar una encuesta en la ciudad de Chillán para elegir al candidato único a alcalde que representará al conglomerado. Bernucci busca la reelección apoyado por el PRSD y el PPD, pero se impone por un estrecho margen Julio San Martín (DC), alcalde de Chillán Viejo.
El 29 de julio de 2008, Bernucci reconoce el triunfo de su adversario y se prepara a dejar la alcaldía luego de 14 años de gestión. Diversas organizaciones comunitarias, funcionarios municipales y jefes de servicios públicos lo acompañaron durante todo el día, pidiéndole que se postulara como candidato independiente, luego de su negativa, el edil radical señala que su nombre estará vigente para un proyecto político, pero en el futuro. 
Durante los 14 años del gobierno comunal de Bernucci, Chillán muestra fuertes avances en infraestructura pública, combate al desempleo, desarrollo cultural y atracción de inversión privada. Entre las obras más notables están el Museo Interactivo Claudio Arrau, el Centro Cultural Municipal, la escuela Marta Colvin, el Parque Estero Las Toscas, el consultorio Los Volcanes, el Parque Sarita Gajardo, los estacionamientos subterráneos y el mejoramiento Avenida O`Higgins, que atraviesa de norte a sur la ciudad. A finales de su gestión el desempleo en la comuna era de un 8,4% (mientras que a nivel regional era un 9,0%) y se habían instalado grandes cadenas nacionales de supermercados y del retail.
Fue sucedido en el cargo, por el empresario y dirigente deportivo Sergio Zarzar, quién asumió en diciembre de 2008.

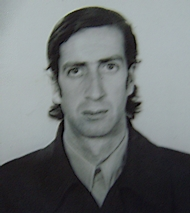
Bernucci durante el gobierno de la UP.

### Agregado Científico en la Embajada de Chile en Uruguay
A inicios de 2009, la presidenta Michelle Bachelet lo designó como Agregado Científico de Chile en Uruguay, cargo que desempeñó desde el 16 de marzo hasta abril de 2010.

## Historial electoral

### Elecciones municipales de 1992
- Elecciones municipales de 1992, para la alcaldía de Chillán[2]

### Elecciones municipales de 1996
- Elecciones municipales de 1996, para la alcaldía de Chillán[3]

### Elecciones municipales de 2000
- Elecciones municipales de 2000, para la alcaldía de Chillán[4]

### Elecciones municipales de 2004
- Elecciones municipales de 2004, para la alcaldía de Chillán[5]

### Elecciones municipales de 2012
- Elecciones municipales de 2012, para la alcaldía de Chillán[6]

### Elecciones municipales de 2016
- Elecciones municipales de 2016, para la alcaldía de Chillán[7]

### Elecciones de consejeros constituyentes de 2023
- Elecciones de consejeros constitucionales de 2023, para la Circunscripción 16 (Región de Ñuble)[8]